# 堤村
堤村（つつみむら）は、かつて愛知県碧海郡にあった村である。
現在の豊田市の一部（堤町・堤本町など）に該当する。

## 歴史
- 1889年（明治22年）10月1日 - 堤村、乙尾村が合併し、堤村が発足。
- 1906年（明治39年）5月1日 - 駒場村、若園村、竹村と合併し、高岡村発足。同日若園村は廃止。

## 教育
- 堤尋常小学校（現・豊田市立堤小学校）